# Bremer Schachgesellschaft von 1877
Die Bremer Schachgesellschaft von 1877 ist ein deutscher Schachverein.

## Schachbundesliga
Den bisher größten Erfolg errang die Schachgesellschaft in der Saison 2003/04, als sie in der Schachbundesliga als Aufsteiger den 6. Platz erreichte. Nach dieser Saison zog sie die 1. Mannschaft aus der Bundesliga zurück und spielt seitdem fast durchgehend in der Oberliga Nord.

## Ehemalige und aktive Spieler (Auswahl)
- Carl Hartlaub (* 1869, † 1929)
- Oskar Antze (* 1878, † 1962)
- Carl Carls (* 1880, † 1958)
- Hermann Heemsoth (* 1909, † 2006)
- Otto Borik (* 1947)
- Michael Zeitlein (* 1947)
- Jóhann Hjartarson (* 1963)
- Martin Breutigam (* 1965)
- Evgeny Agrest (* 1966)
- Uwe Staroske (* 1966)
- Alexander Baburin (* 1967)
- Konstantin Landa (* 1972, † 2022)
- Gennadij Fish (* 1973)
- Konstantin Sakajew (* 1974)
- Étienne Bacrot (* 1983)